# Love Me like You Do
Love Me like You Do (englisch für ‚Liebe mich so wie du es tust‘) ist ein Lied der britischen Sängerin Ellie Goulding aus dem Soundtrack des Films Fifty Shades of Grey. Es erschien erstmals am 7. Januar 2015 über Cherrytree, Interscope und Republic Records und wurde am 6. Februar 2016 in Deutschland als zweite Single des Soundtracks veröffentlicht. Das Lied wurde weltweit ein großer kommerzieller Erfolg und erreichte Platz eins der Singlecharts in 25 Ländern. Mit sechs Wochen an der Spitze der deutschen Charts ist es der erfolgreichste Song einer britischen Solointerpretin seit Sandie Shaw im Jahr 1967.

## Komposition und Text
Love Me like You Do wurde von Max Martin, Savan Kotecha, Ilya, Tove Nilsson und Ali Payami geschrieben und von Martin und Payami produziert. Der Song ist eine Elektropop-Ballade, mit einer „synth-filled, ’80s-sounding“ Produktion. Camilla Cassidy schrieb im Entertainment Magazin der University of Southampton „The Edge“, dass in Love Me like You Do „synthetische Bässe, Klaviernoten und sanfte, atemlose Vocals ein etwas mystisches, ätherisches Gefühl“ bilden. Darüber hinaus erinnere die allgemeine Stimmung des Songs stark an die Klänge ihrer ersten beiden Alben.
Die Tonart ist As-Dur und das Tempo liegt bei 95 Schlägen pro Minute. Der Stimmumfang von Goulding reicht in Love Me like You Do von Ab3 bis Eb5.
| “So love me like you do, la-la-love me like you do Love me like you do, la-la-love me like you do Touch me like you do, ta-ta-touch me like you do What are you waiting for?” – Refrain, Originalauszug: | „Also lieb mich so wie du es tust, l-l-lieb mich wie du es tust Lieb mich so wie du es tust, l-l-lieb mich wie du es tust Berühr mich so wie du es tust, b-b-berühr mich wie du es tust Worauf wartest du?“ – Refrain, Übersetzung: |

## Musikvideo
Das Musikvideo zu Love Me like You Do wurde unter der Regie von Georgia Hudson gedreht und am 22. Januar 2015 erstmals auf YouTube veröffentlicht. Es zeigt abwechselnd Szenen aus dem Film und Aufnahmen, in denen Goulding selbst beim Singen, Tanzen oder Erkunden von Räumen zu sehen ist. Bis zum Mai 2021 zählt das Musikvideo auf YouTube über 2,1 Milliarden Aufrufe, womit es sich auf Rang 46 der Videos mit den meisten Aufrufen auf der Videoplattform befindet.

## Titelliste
- Download[12]

1. Love Me like You Do – 4:12

- CD-Single[13]

1. Love Me like You Do (Radio Edition) – 3:52
2. Love Me like You Do (Instrumental) – 4:12

## Rezeption

### Rezensionen
Love Me like You Do erhielt insgesamt durchschnittliche, aber überwiegend positive Rezensionen von Kritikern. Camilla Cassidy schrieb für das Entertainment Magazin der University of Southampton „The Edge“, dass „‚Love Me Like You Do‘ ein weiteres gut komponiertes Lied von Goulding ist, das die Stimmung von Hochglanz-Romantik einfängt“.

### Preise (Auswahl)
BRIT Awards
- 2016: Nominierung in der Kategorie British Single of the Year

Critics’ Choice Movie Awards
- 2016: Nominierung in der Kategorie Best Song

Golden Globe Awards
- 2016: Nominierung in der Kategorie Best Original Song – Motion Picture

Grammy Awards
- 2016: Nominierung in der Kategorie Best Pop Solo Performance
- 2016: Nominierung in der Kategorie Best Song Written for Visual Media

MTV Awards (Italien)
- 2015: Auszeichnung in der Kategorie Best Tormentone

MTV Europe Music Awards
- 2015: Nominierung in der Kategorie Best Song

MTV Video Music Awards
- 2015: Nominierung in der Kategorie Best Female Video

Radio Disney Music Awards
- 2016: Nominierung in der Kategorie Best Crush Song

## Kommerzieller Erfolg

### Chartplatzierungen
Love Me like You Do erreichte unter anderem in Australien, Deutschland, Neuseeland, Österreich, der Schweiz und dem Vereinigten Königreich Rang eins der Singlecharts.
| ChartsChartplatzierungen       | Höchstplatzierung | Wochen |
| ------------------------------ | ----------------- | ------ |
| Deutschland (GfK)              | 1 (51 Wo.)        | 51     |
| Österreich (Ö3)                | 1 (31 Wo.)        | 31     |
| Schweiz (IFPI)                 | 1 (48 Wo.)        | 48     |
| Vereinigte Staaten (Billboard) | 3 (34 Wo.)        | 34     |
| Vereinigtes Königreich (OCC)   | 1 (57 Wo.)        | 57     |

| ChartsJahrescharts (2015)      | Platzierung |
| ------------------------------ | ----------- |
| Deutschland (GfK)              | 4           |
| Österreich (Ö3)                | 7           |
| Schweiz (IFPI)                 | 8           |
| Vereinigte Staaten (Billboard) | 13          |
| Vereinigtes Königreich (OCC)   | 4           |

| ChartsJahrescharts (2010–2019) | Platzierung |
| ------------------------------ | ----------- |
| Vereinigtes Königreich (OCC)   | 62          |

### Auszeichnungen für Musikverkäufe
Im März 2023 wurde Love Me like You Do mit einer Diamantenen Schallplatte für über eine Million verkaufte Einheiten in Deutschland ausgezeichnet. Damit zählt es zu den meistverkauften Singles des Landes der 2010er-Jahre.
| Land/Region                  | Auszeichnungen für Musikverkäufe (Land/Region, Auszeichnung, Verkäufe) | Verkäufe   |
| ---------------------------- | ---------------------------------------------------------------------- | ---------- |
| Australien (ARIA)            | 9× Platin                                                              | 630.000    |
| Belgien (BRMA)               | 2× Platin                                                              | 60.000     |
| Brasilien (PMB)              | 9× Diamant                                                             | 2.250.000  |
| Dänemark (IFPI)              | 4× Platin                                                              | 360.000    |
| Deutschland (BVMI)           | Diamant                                                                | 1.000.000  |
| Finnland (IFPI)              | 6× Platin                                                              | 240.000    |
| Frankreich (SNEP)            | Gold                                                                   | 333.000    |
| Italien (FIMI)               | 5× Platin                                                              | 250.000    |
| Kanada (MC)                  | 7× Platin                                                              | 560.000    |
| Mexiko (AMPROFON)            | Platin                                                                 | 60.000     |
| Neuseeland (RMNZ)            | 5× Platin                                                              | 150.000    |
| Niederlande (NVPI)           | 5× Platin                                                              | 150.000    |
| Norwegen (IFPI)              | 6× Platin                                                              | 240.000    |
| Österreich (IFPI)            | Platin                                                                 | 30.000     |
| Polen (ZPAV)                 | 2× Diamant                                                             | 200.000    |
| Schweden (IFPI)              | 9× Platin                                                              | 360.000    |
| Schweiz (IFPI)               | Platin                                                                 | 30.000     |
| Spanien (Promusicae)         | 3× Platin                                                              | 240.000    |
| Vereinigte Staaten (RIAA)    | 8× Platin                                                              | 8.000.000  |
| Vereinigtes Königreich (BPI) | 4× Platin                                                              | 2.400.000  |
| Insgesamt                    | 1× Gold · 76× Platin · 12× Diamant ·                                   | 17.543.000 |

Hauptartikel: Ellie Goulding/Auszeichnungen für Musikverkäufe